# Walter Byron
Jacob Walter (Walter) Byron (Winnipeg, Manitoba, 2 september 1884 - aldaar, 22 december 1971) was een Canadese ijshockeyspeler. Byron mocht met zijn ploeg Winnipeg Falcons de eer van Canada verdedigen tijdens de Olympische Zomerspelen 1920. Byron won daar met zijn ploeg de gouden medaille.